# Mamacha Simona
Mamacha Simona es el tercer álbum del grupo peruano de rock fusión La Sarita, producido el año 2009.  Mama Simona es el nombre de un apu ubicado cerca del Cuzco. 
Consta de 14 canciones más 1 bonus track, en general, el disco nos ofrece la fusión del rock con diferentes estilos de música peruana, sobre todo andina.

## Lista de canciones
1. Carnaval
2. Fiesta de Aucará
3. Otra vida
4. Cueva de Amor
5. Canto enfermo
6. Maldito brichero
7. El juicio final
8. Tierra Sagrada
9. Mamacha Simona
10. El show de la humanidad
11. Dame tu cocona
12. Siente el poder del Danzaq
13. Venas Abiertas
14. Vida Pasajera

- Bonus Track: Guachimán (nueva versión)

Todos los temas fueron compuestos por Julio Pérez a excepción de Vida Pasajera (Toril tradicional)

## Personal
La Sarita
- Julio Pérez (voz, coros, guitarra acústica y bajo)
- Martin Choy (guitarra eléctrica, bajo eléctrico, voces y coros.)
- Renato Briones (bajo eléctrico)
- Paul Paredes (teclado y coros)
- Kelvi Pachas (teclado)
- Marino Marcacuzco (violín andino, voz y coros)
- Raúl Curo (arpa andina)
- Julio Salaverry (tijeras)
- Sergio Sarria (batería)
- Dante Oliveros (percusión)